# 蒲寿晟
蒲 寿晟（1228年 — 1315年）は、中国・元代のムスリム、詩人。 字は鏡泉。号は心泉。晋江の出身。 弟に蒲寿庚がいる。
漢族の歴史や伝説を熟知し、五言、七言、律詩、絶句など詩歌制作はさまざまなジャンルに富んだものの、とりわけ五言古詩や五言律詩に精通していた。著作に300首近くの漢詩が載る『心泉学詩稿』(全6巻)。
咸淳七年(1271)には、広東の梅州や知州に赴任し、清廉に政務に励んだ。